# تبدیل لاپلاس دوسویه
تبدیل لاپلاس دوسویه (به انگلیسی: Two-sided Laplace transform) در ریاضیات یک تبدیل انتگرالی است که به تبدیل فوریه، تبدیل ملین و تبدیل ساده لاپلاس شباهت دارد. اگر {\displaystyle f(t)} یک تابع حقیقی یا مختلط با ورودی حقیقی {\displaystyle t} باشد، آنگاه تبدیل لاپلاس دوسویه با انتگرال زیر تعریف می‌شود:
{\displaystyle {\mathcal {B}}\left\{f(t)\right\}=F(s)=\int _{-\infty }^{\infty }e^{-st}f(t)\,dt.}
این انتگرال معمولاً به صورت یک انتگرال ناسره تعریف می‌شود و اگر و تنها اگر پاسخ انتگرال‌های زیر موجود باشند همگرا خواهد شد:
{\displaystyle \int _{0}^{\infty }e^{-st}f(t)\,dt,\quad \int _{-\infty }^{0}e^{-st}f(t)\,dt}
نماد یکسانی برای تبدیل دوسویه موجود نیست و در اینجا از نماد {\displaystyle {\mathcal {B}}} که حرف اول کلمه «bilateral» به معنی «دوسویه» است، برای نمایش آن استفاده شده‌است. در تعدادی از متون، نماد زیر نیز برای تبدیل لاپلاس دوسویه به کار رفته‌است:
{\displaystyle {\mathcal {T}}\left\{f(t)\right\}=s{\mathcal {B}}\left\{f\right\}=sF(s)=s\int _{-\infty }^{\infty }e^{-st}f(t)\,dt.}
در ریاضیات محض ورودی {\displaystyle t} می‌تواند هر مقداری باشد. در این علم از این تبدیل برای مطالعه چگونگی عملکرد عملگرهای دیفرانسیلی و تاثیر آن‌ها بر تبدیل توابع استفاده می‌شود.
در کاربردهای علمی و مهندسی، ورودی {\displaystyle t} معمولاً نمایندهٔ زمان (به ثانیه) و تابع {\displaystyle f(t)} نیز یک سیگنال یا موج است که با گذر زمان تغییر می‌کند. در این موارد سیگنال‌ها توسط یک فیلتر تبدیل می‌شوند که مانند یک عملگر ریاضیاتی اما با محدودیت عمل می‌کند. این محدودیت بر روی ترتیب زمانی معادله اعمال می‌شود؛ به این صورت که خروجی در زمان {\displaystyle t} نمی‌تواند به آینده (یعنی یک {\displaystyle t} بزرگتر) وابسته باشد.

## ارتباط با تبدیل‌های انتگرالی دیگر

### تبدیل لاپلاس
اگر تابع {\displaystyle u(t)} تابع پله‌ای هویساید باشد، تبدیل لاپلاس {\displaystyle {\mathcal {L}}} می‌تواند بر پایهٔ تبدیل لاپلاس دوسویه به صورت زیر تعریف شود:
{\displaystyle {\mathcal {L}}\left\{f(t)\right\}={\mathcal {B}}\left\{f(t)u(t)\right\}}
از سوی دیگر داریم:
{\displaystyle \left\{{\mathcal {B}}f\right\}(s)=\left\{{\mathcal {L}}f(t)\right\}(s)+\left\{{\mathcal {L}}f(-t)\right\}(-s)}
بنابراین هر کدام از تبدیل‌های لاپلاس را می‌تواند بر پایهٔ دیگری تعریف شود.

### تبدیل ملین
تبدیل ملین را می‌توان به‌صورت زیر بر پایهٔ تبدیل دوسویهٔ لاپلاس نوشت:
{\displaystyle \left\{{\mathcal {M}}f\right\}(s)=\left\{{\mathcal {B}}f(e^{-x})\right\}(s)}
برعکس این مسئله نیز به صورت زیر ممکن است (تبدیل دوسویهٔ لاپلاس بر پایهٔ بر پایهٔ تبدیل ملین):
{\displaystyle \left\{{\mathcal {B}}f\right\}(s)=\left\{{\mathcal {M}}f(-\ln x)\right\}(s)}

### تبدیل فوریه
تبدیل فوریه نیز می‌تواند به ۲ صورت بر پایهٔ تبدیل دوسویهٔ لاپلاس تعریف شود؛ در اینجا به‌جای داشتن تصویر یکسان و مبدأهای متفاوت، مبدأهای یکسان با تصاویر متفاوت در نظر گرفته شده‌است. با این فرض تبدیل فوریه را می‌توان به صورت زیر تعریف کرد:
{\displaystyle {\mathcal {F}}\left\{f(t)\right\}=F(s=i\omega )=F(\omega )}
البته تعریف‌های تبدیل فوریه متفاوت بوده و عموما از تعریف
{\displaystyle \left\{{\mathcal {F}}f\right\}=F(s=i\omega )={\frac {1}{\sqrt {2\pi }}}\left\{{\mathcal {B}}f\right\}(s)}
استفاده می‌شود. تبدیل لاپلاس دوسویه را نیز می‌توان به شکل زیر بر پایهٔ تبدیل فوریه تعریف کرد:
{\displaystyle \left\{{\mathcal {B}}f\right\}(s)=\left\{{\mathcal {F}}f\right\}(-is).}
در حالت عادی تبدیل فوریه برای اعداد حقیقی تعریف می‌شود؛ اما در تعریف بالا تصویر می‌تواند در بازهٔ {\displaystyle a<\Im (s)<b} که ممکن است محور حقیقی را در برنگیرد، قرار بگیرد.

### تابع مولد گشتاور
تابع مولد گشتاوری که بر روی تابع چگالی احتمال {\displaystyle f(t)} اعمال می‌شود را می‌توان به صورت {\displaystyle \left\{{\mathcal {B}}f\right\}(-s)} تعریف کرد.

## ویژگی‌ها
تمامی ویژگی‌ها با یک تفاوت مهم مانند تبدیل سادهٔ لاپلاس است.
|          | دامنهٔ زمانی              | دامنه یک‌سویه                            | دامنه دوسویه                |
| -------- | ------------------------ | --------------------------------------- | --------------------------- |
| مشتق     | {\displaystyle f'(t)\ }  | {\displaystyle sF(s)-f(0)\ }            | {\displaystyle sF(s)\ }     |
| مشتق دوم | {\displaystyle f''(t)\ } | {\displaystyle s^{2}F(s)-sf(0)-f'(0)\ } | {\displaystyle s^{2}F(s)\ } |

استفاده از تبدیل لاپلاس دوسویه مانند در نظر گرفتن شرایط مرزی است. بنابراین استفاده از آن برای معادلات دیفرانسیل یا جستجو برای یک راه حل خاص از تبدیل یک‌سویه آسان‌تر است.

## علیت
تبدیل دوسویهٔ لاپلاس از قانون علیت در زمان پیروی نمی‌کند. بنابراین استفاده از این تبدیل در توابع غیرزمانی توصیه می‌شود. برای توابع زمانی مانند سیگنال‌ها و موج‌ها استفاده از تبدیل یک‌سویه لاپلاس مناسب‌تر است.